# 凱斯琳·惠特麥
凱斯琳·惠特麥（英語：Kathryn Jean "Kathy" Whitmire；1946年8月15日—），美國政治人物，1982年至1991年曾擔任美國德克薩斯州休斯敦市長。

## 生平
凱斯琳·惠特麥是馬里蘭大學學院市分校教授，她教授政治學類科。惠特邁爾艾達·里夫斯（Ida Reeves）和Karl Niederhofer（有執照的電工）的女兒，她嫁給了詹姆斯·M·惠特邁爾（吉姆），他在1976年去世。惠特邁爾持有工商管理碩士學位學士學位，休斯頓大學會計和會計學碩士。此外，她是一名註冊會計師（CPA）。
凱斯琳·惠特麥是第一位女休斯頓市長。凱斯琳·惠特麥在經濟低迷時期擔任了連續兩任的市長。凱斯琳·惠特麥擔任過美國市長和德州市委聯賽會議主席。凱斯琳·惠特麥擔任了紐約證券交易所董事會董事。
凱斯琳·惠特麥是第一個委任黑人李·布朗擔任休斯敦警察局長的休斯敦市長。後來布朗也成為休斯敦市長。布朗的繼任者是休斯敦第一位女性警察局長伊麗莎白·沃森。惠特邁爾還任命了第一個西班牙裔西爾維亞·加西亞為休斯頓市法院審判長。
休斯敦新市鎮在70年代末和80年代初獲得政治支持。但在休斯頓1991年市長選舉，她囊括40％選票。1985年市長選舉中，在惠特邁爾贏得連任，擊敗前市長路易·韋爾奇，吸引各國的重視.。

## 連結
- Whitmire, Mayor Kathy and Jim Barlow. Mayor Kathy Whitmire Oral History, Houston Oral History Project, July 14, 2008.